# Вольфганг Муфф
Вольфґанґ Муфф (нім. Wolfgang Muff; 15 березня 1880, Ульм — 17 травня 1947, Бад-Пірмонт) — німецький офіцер, генерал піхоти вермахту. Кавалер Німецького хреста в сріблі.

## Біографія
Син генерал-лейтенанта Карла фон Муффа і його дружини Анни Луїзи, уродженої Айзенбах. В 1899 році поступив на службу в Імперську армію. Учасник Першої світової війни, офіцер Генштабу. З кінця 1916 до початку 1918 року — військовий представник у Відні. Як командир 1-го батальйону піхотного полку «Імператор Вільгельм, Король Прусський» (2-й вюртемберзький) №120 брав участь у весняному наступі, під час якого був важко поранений. За бойові заслуги відзначений численними нагородами.
Після демобілізації армії залишений у рейхсвері. 30 вересня 1932 року звільнений у відставку. 1 квітня 1933 року повернувся на службу і був призначений військовим аташе німецьких посольств у Відні, Берні та Софії (штаб квартира у Відні). Після аншлюсу консультував Вальтера фон Браухіча і Еріха фон Манштейна з питань інтеграції австрійської армії у вермахт. З 26 серпня 1938 року — заступник командувача, з 26 серпня 1939 року — командувач 11-м військовим округом. 28 лютого 1943 року відправлений у резерв фюрера, 30 квітня — у відставку.

## Звання
- Фанен-юнкер (5 липня 1899)
- Фенріх (27 січня 1900)
- Лейтенант (18 жовтня 1900) — патент від 31 січня 1900 року.
- Оберлейтенант (18 жовтня 1909)
- Гауптман (20 листопада 1913)
- Майор (18 травня 1918)
- Оберстлейтенант (1 лютого 1925) — патент від 15 лютого 1923 року.
- Оберст (1 лютого 1928)
- Генерал-майор (1 жовтня 1931)
- Генерал-лейтенант (1 серпня 1936)
- Генерал піхоти (1 грудня 1940)

## Нагороди
- Орден Корони (Пруссія) 4-го класу
- Залізний хрест 2-го і 1-го класу
- Орден «За заслуги» (Баварія) 4-го класу з мечами
- Хрест «За військові заслуги» (Саксонія)
- Орден Фрідріха (Вюртемберг), лицарський хрест 1-го класу з мечами
- Орден Церінгенського лева, лицарський хрест 1-го класу
- Ганзейський Хрест (Гамбург)
- Хрест «За військові заслуги» (Мекленбург-Шверін) 2-го і 1-го класу
- Орден Залізної Корони 3-го класу з військовою відзнакою
- Хрест «За військові заслуги» (Австро-Угорщина) 3-го класу з військовою відзнакою
- Почесний знак Австрійського Червоного Хреста 2-го класу з військовою відзнакою
- Військова медаль (Османська імперія)
- Королівський орден дому Гогенцоллернів, лицарський хрест з мечами
- Орден «За військові заслуги» (Вюртемберг), лицарський хрест
- Нагрудний знак «За поранення» в чорному
- Хрест «За вислугу років» (Вюртемберг) 1-го класу
- Почесний хрест ветерана війни з мечами
- Медаль «За вислугу років у Вермахті» 4-го, 3-го, 2-го і 1-го класу (25 років)
- Застібка до Залізного хреста 2-го класу
- Хрест Воєнних заслуг 2-го і 1-го класу з мечами
- Німецький хрест в сріблі (30 квітня 1943)